# Vojaško izrazoslovje
Vojáško izrazoslóvje (tudi vojáška terminologíja) je teoretična vojaška veda, ki se ukvarja z vojaškimi izrazi (oz. termini).
Glavni namen vojaškega izrazoslovja je tvorjenje, razlaga in prevajanje tujih vojaških strokovnih izrazov (terminov) za potrebe lastnih oboroženih sil.
V Slovenski vojski za to področje skrbi Šola za tuje jezike Slovenske vojske.